# Globoko (gmina Laško)
Globoko – wieś w Słowenii, w gminie Laško. W 2018 roku liczyła 174 mieszkańców.